# Polypedilum akisplendens
Polypedilum akisplendens är en tvåvingeart som beskrevs av Kawai, Inoue och Imabayashi 1998. Polypedilum akisplendens ingår i släktet Polypedilum och familjen fjädermyggor. Inga underarter finns listade i Catalogue of Life.